# Sergio Almaguer
Sergio Almaguer Treviño (ur. 16 maja 1969 w Monterrey) – meksykański piłkarz występujący na pozycji lewego obrońcy, obecnie selekcjoner reprezentacji Meksyku U–20.

## Kariera klubowa
Almaguer, występujący początkowo na pozycji napastnika, profesjonalną karierę klubową rozpoczynał w zespole Ángeles de Puebla, w barwach którego strzelił gola w swoim debiucie w meksykańskiej Primera División podczas sezonu 1986/1987. W 1988 roku przeszedł do lokalnego rywala Ángeles – Puebla FC – gdzie spędził dwa lata w roli gracza rezerwowego, zdobywając mistrzostwo kraju i Copa México w rozgrywkach 1989/1990. Po tym sukcesie został zawodnikiem Querétaro FC, którego barwy reprezentował z powodzeniem przez rok, po czym powrócił do swojego rodzinnego miasta – Monterrey – podpisując umowę z tamtejszą ekipą Tigres UANL. Był jej podstawowym zawodnikiem przez trzy lata, natomiast w 1994 roku przeszedł do Correcaminos UAT, z którym po sezonie 1994/1995 spadł do drugiej ligi. Wówczas po raz kolejny został piłkarzem Tigres, gdzie spędził sezon 1995/1996, podczas którego po raz drugi w karierze zdobył krajowy puchar – Copa México, jednak równocześnie spadł z zespołem na zaplecze najwyższej klasy rozgrywkowej.
Latem 1996 Almaguer powrócił do Puebli, w której rozegrał jeden sezon, po którym podpisał kontrakt ze stołecznym Club Necaxa. Tam spędził cztery lata i wtedy także odniosił największe osiągnięcia podczas swojej przygody z piłką – w roli kluczowego piłkarza Necaxy wywalczył z nią wicemistrzostwo Meksyku w wiosennych rozgrywkach Verano 1998, natomiast już sześć miesięcy później, w jesiennym Invierno 1998, zdobył już tytuł mistrzowski. W 1999 roku triufmował w Pucharze Mistrzów CONCACAF, dzięki czemu mógł wziąć udział w Klubowych Mistrzostwach Świata 2000 – tam z kolei Necaxa zajęła trzecie miejsce, pokonując po rzutach karnych Real Madryt. W 2001 roku odszedł innego klubu z miasta Meksyk – Cruz Azul, z którym dotarł aż do finału Copa Libertadores, ostatecznie przegrywając w nim po rzutach karnych z Boca Juniors.
W marcu 2003 Almaguer wyjechał do Turcji, gdzie podpisał kontrakt z Galatasaray SK. W jego barwach rozegrał cztery spotkania w Süper Lig, pomagając drużynie ze Stambułu wywalczyć wicemistrzostwo kraju w rozgrywkach 2002/2003. Szybko powrócił jednak do ojczyzny, bez większych sukcesów występując jeszcze w Jaguares de Chiapas przez dwa sezony, po czym w wieku 36 lat zakończył piłkarską karierę.

## Kariera reprezentacyjna
W seniorskiej reprezentacji Meksyku Almaguer zadebiutował 14 marca 1991 w wygranym 3:0 meczu towarzyskim z Kanadą. Osiem lat później został powołany przez selekcjonera Manuela Lapuente na turniej Copa América, gdzie rozegrał jedno spotkanie, natomiast jego kadra odpadła w półfinale, zajmując trzecie miejsce. W 2000 roku znalazł się w składzie na Złoty Puchar CONCACAF; tam z kolei Meksykanie odpadli już w ćwierćfinale, natomiast Almaguer dwukrotnie pojawiał się na boisku. Swój bilans reprezentacyjny zamknął ostatecznie na siedemnastu rozegranych meczach bez zdobytej bramki.

## Kariera trenerska
Karierę szkoleniową Almaguer rozpoczynał w stołecznej ekipie Club América, pełniąc funkcję asystenta trenera Manuela Lapuente, z którym współpracował już jako piłkarz. W takiej samej roli pracował w późniejszym czasie w drużynie Jaguares de Chiapas, lecz już po kilku tygodniach objął funkcję pierwszego szkoleniowca zespołu. 23 lutego 2008, w swoim debiucie na ławce trenerskiej, wygrał ligowe spotkanie z Tecos UAG wynikiem 2:0. Został zwolniony po serii słabych wyników w październiku tego samego roku, ogółem notując w ekipie Jaguares osiem zwycięstw, cztery remisy i osiem porażek.
Po odejściu z Jaguares Almaguer został zatrudniony przez Meksykański Związek Piłki Nożnej, pracując w roli selekcjonera kadr juniorskich w różnych kategoriach wiekowych. Po odejściu Juana Carlosa Cháveza objął stanowisko szkoleniowca reprezentacji Meksyku U–20.